# La Chambre (film)
Pour les articles homonymes, voir La Chambre.
Pour plus de détails, voir Fiche technique et Distribution.
La Chambre est un court métrage expérimental belge réalisé par Chantal Akerman en 1972.

## Synopsis
Par un long panoramique à 360°, la caméra filme lentement, mais à différentes vitesses de rotation, deux pièces d'une habitation, la cuisine et la salle de séjour qui sert également de chambre à coucher. Sur le lit est allongée une femme qui, à chaque passage de la caméra, fait quelque chose, comme manger une pomme. Après trois panoramiques complets, à deux reprises la caméra effectue un bref mouvement inverse afin de surprendre la femme. Au dernier passage, elle bâille et s'allonge sur son lit.

## Fiche technique
- Titre original : La Chambre
- Réalisation : Chantal Akerman
- Scénario : Chantal Akerman
- Directeur de la photographie : Babette Mangolte
- Année de production : 1972
- Pays :  Belgique
- Durée : 11 minutes
- Format : 16 mm, film muet[1], en couleur
- Production : Paradise Films

## Distribution
- Chantal Akerman : la femme

## Commentaires
- Le seul élément animé du film est une femme, la réalisatrice Chantal Akerman elle-même.
- Le film ne comporte qu'un seul plan, d'une durée de 10 minutes et 21 secondes.
- La Chambre a été inspiré par le film La Région centrale de Michael Snow[2].